# 罗德西亚长颈鹿
罗德西亚长颈鹿，别称赞比亚长颈鹿和索氏长颈鹿（英語：Thornicroft’s giraffe），是长颈鹿的一个亚种，生活在赞比亚南端的卢安瓜河谷地区。截至2012年，罗德西亚长颈鹿共550头，均为野生个体，无人工繁育。雄性罗德西亚长颈鹿能存活22年，雌性能存活28年。该物种名自哈利·斯科特·索恩克劳馥，他曾任西北罗德西亚（如今的北罗德西亚）行政长官。

## 描述
罗德西亚长颈鹿身材修长，脖子很高，舌头很长，呈暗色，皮骨角呈肤色。其毛发和其他长颈鹿类似，有着棕黑色的斑块，由黄白色的细纹隔开。雄性长颈鹿的毛发，尤其是斑块部分，随着年龄的增长会变深。虽然人们尚无法通过其毛发颜色直接估计其年龄，但可以推断两头罗德西亚长颈鹿之间的相对年龄。

## 栖息地
罗德西亚长颈鹿栖息在撒哈拉以南非洲的干旱稀树草原地带，是赞比亚的特有种。其社交系统非常灵活。

## 饮食结构

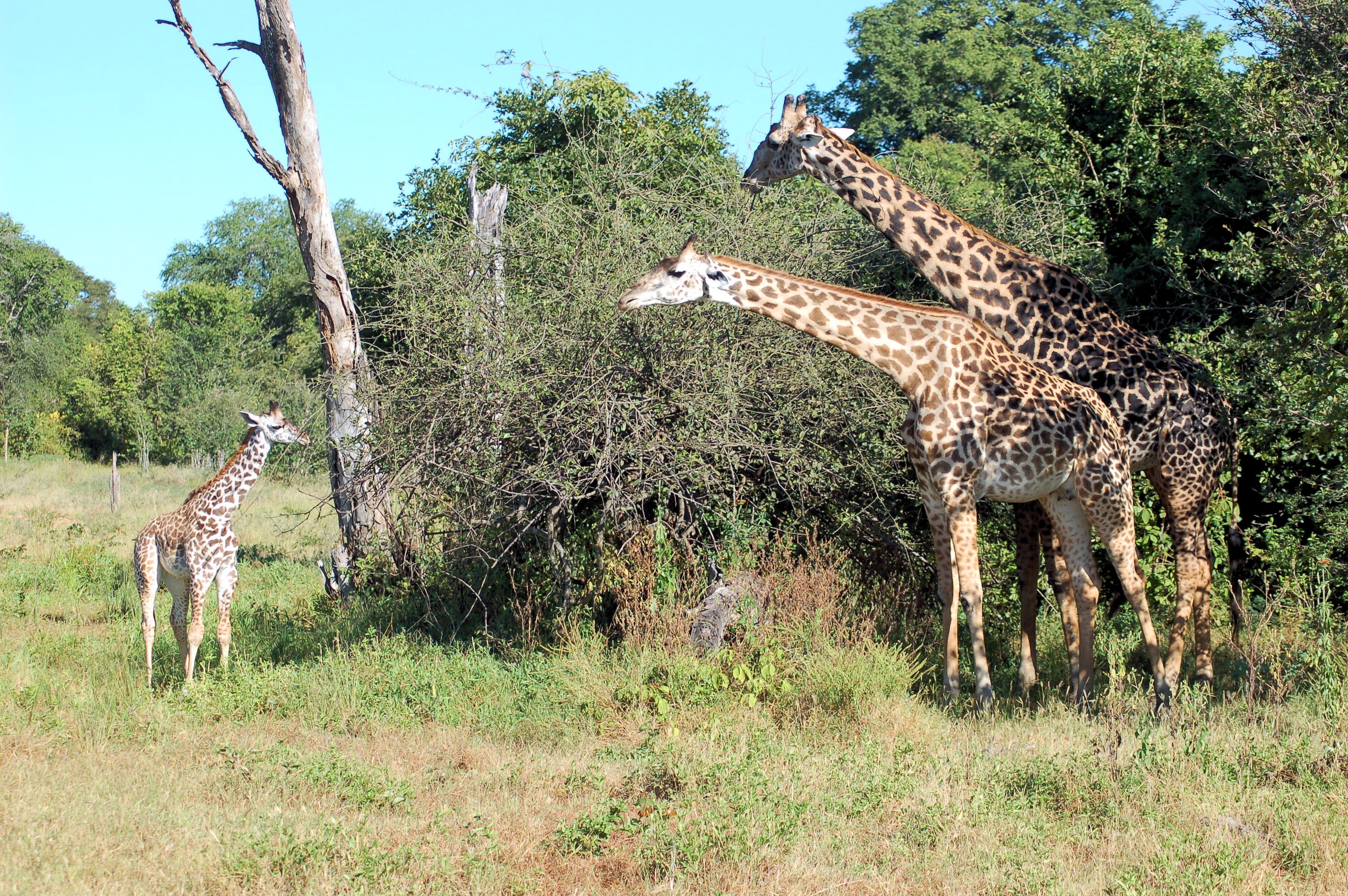
罗德西亚长颈鹿一家正在食用树叶。摄于赞比亚南卢安瓜国家公园。

罗德西亚长颈鹿喜食树和灌木丛的叶、嫩芽。雨季，长颈鹿会食用落叶植物，到了旱季则转为常绿植物和半落叶植物，此外它们偶尔也会吃花、果、荚果等。罗德西亚长颈鹿属反刍动物，用前胃进行发酵。其食物占体重2.1%（雌性）或1.6%（雄性）。虽然罗德西亚长颈鹿会通过食物补充水分，但水源充足的情况下它们也会定期喝水。长颈鹿在食用树叶时会偏好相思树，食用树叶时会促进相思树树苗的生长。

## 繁殖
罗德西亚长颈鹿全年都处于繁殖期。它们在六岁左右达到性成熟，随后平均每677天会繁殖新的一胎。大约一半的幼崽会在一岁以前夭折，通常由于捕食活动引起。比较特别的是，长颈鹿在哺乳期可再度怀孕。

## 保育
罗德西亚长颈鹿是赞比亚的特有种，其种群数量不到550头，均为野外个体。因长颈鹿受到游客的热烈欢迎，生态旅游极大地促进了长颈鹿所有亚种的保育。截至2018年，罗德西亚长颈鹿被IUCN划为易危物种。